# Uscanoidea hastata
Uscanoidea hastata är en stekelart som beskrevs av De Santis 1997. Uscanoidea hastata ingår i släktet Uscanoidea och familjen hårstrimsteklar. Inga underarter finns listade i Catalogue of Life.